# Нивъю (приток Ёлвы)
Нивъю (устар. Нивью) — река в России, течёт по территории Княжпогостского района Республики Коми. Устье реки находится в 57 км по левому берегу Ёлвы. Длина реки составляет 53 км.

## Данные водного реестра
По данным государственного водного реестра России относится к Двинско-Печорскому бассейновому округу, водохозяйственный участок реки — Вычегда от города Сыктывкар и до устья, речной подбассейн реки — Вычегда. Речной бассейн реки — Северная Двина.
Код объекта в государственном водном реестре — 03020200212103000021814.